# كبريزية
كُبْرِيزِيَة (الاسم العلمي: Kobresia)، جنس نباتات من فصيلة السعدية. يطلق عليها أحيانًا اسم بردي المستنقع. هي نباتات معمرة تشبه إلى حد بعيد أنواع السعادى في المظهر. ينتشر الجنس في معظم أنحاء أوروبا وآسيا وأمريكا الشمالية، مع وجود العديد من أنواعه الأصلية في جبال الهيمالايا.
الاسم العلمي مُهدى لعالم النبات الألماني كُبريز (1747-1823).

## الأنواع
- Kobresia burangensis Y.C.Yang –التبت
- Kobresia capillifolia (Decne.) C.B.Clarke – آسيا الوسطى وجبال الهيمالايا ومنطقة توفا في سيبيريا ومنغوليا ووسط وغرب الصين بما في ذلك التبت وشينجيانغ
- Kobresia cercostachys (Franch.) C.B.Clarke –جبال الهيمالايا الشرقية ، نيبال ، بوتان ، التبت ، يونان
- Kobresia condensata (Kük.) S.R.Zhang & Noltie – سيتشوان، يونّان
- Kobresia cuneata Kük – من التبت إلى وسط الصين
- Kobresia curticeps (C.B.Clarke) Kük. in H.G.A.Engler – التبت، النيبال، بوتان
- Kobresia curvirostris (C.B.Clarke) C.B.Clarke in J.D.Hooker – بوتان، أروناتشال براديش، تايلاند
- Kobresia duthiei C.B.Clarke in J.D.Hooker – التبت ونيبال وبوتان وشمال وشرق الهند
- Kobresia esbirajbhandarii Rajbh. & H.Ohba –النيبال
- Kobresia esenbeckii (Kunth) Noltie – التبت ويونان ونيبال وبوتان وشمال وشرق الهند وميانمار
- Kobresia falcata F.T.Wang & Tang ex P.C.Li – سيتشوان، قانسو
- Kobresia filicina (C.B.Clarke) C.B.Clarke in J.D.Hooker –التبت، النيبال، بوتان شمال وشرق الهند
- Kobresia filifolia (Turcz.) C.B.Clarke – سيبيريا ومنغوليا وقانسو وخبي ومنغوليا الداخلية وتشينغهاي وشانشي
- Kobresia fissiglumis C.B.Clarke in J.D.Hooker – التبت، يونّان، بوتان، النيبال، شمال وشرق الهند
- Kobresia fragilis C.B.Clarke – نيبال، بوتان، التبت، تشينغهاي، سيشوان، يونان، سيكيم
- Kobresia gammiei C.B.Clarke –النيبال، بوتان،التبت
- Kobresia gandakiensis Rajbh. & H.Ohba – النيبال، سيكيم
- Kobresia graminifolia C.B.Clarke –نيبال، قانسو، تشينغهاي، شنشي، سيتشوان، التبت، يونان
- Kobresia harae Rajbh. & H.Ohba – النيبال
- Kobresia hohxilensis R.F.Huang in S.G.Wu & Z.J.Feng – قانسو وتشينغهاي والتبت
- Kobresia humilis (C.A.Mey. ex Trautv.) Serg. in V.L.Komarov –القوقاز، تركيا، العراق، إيران، أفغانستان، آسيا الوسطى، جبال الهيمالايا، نيبال، باكستان، التبت، شينجيانغ، منغوليا
- Kobresia inflata P.C.Li in S.Y.Jin & Y.L.Chen – بوتان، التبت، يونّان
- Kobresia kanaii Rajbh. & H.Ohba –النيبال
- Kobresia kansuensis Kük – نيبال، بوتان، التبت، قانسو، تشينغهاي، شنشي، سيتشوان، يونان
- Kobresia karakorumensis Dickoré – طاجيكستان، أفغانستان، باكستان، كشمير، التبت، شينجيانغ
- Kobresia kobresioidea (Kük.) J.Kern – سومطرة
- Kobresia kuekenthaliana Hand.-Mazz. –سيتشوان
- Kobresia laxa Nees in R.Wight – طاجيكستان، أفغانستان، باكستان، كشمير، التبت، بوتان
- Kobresia littledalei C.B.Clarke – سيتشوان، التبت
- Kobresia loliacea F.T.Wang & Tang ex P.C.Li – التبت، يونّان
- Kobresia macrantha Boeckeler – قانسو وتشينغهاي وسيشوان وشينجيانغ ونيبال والتبت
- Kobresia macrolepis Meinsh. – Caucasus
- Kobresia mallae Rajbh. & H.Ohba – Nepal
- Kobresia myosuroides (Vill.) Fiori in A.Fiori & al. – شمال ووسط أوروبا وآسيا من إسبانيا وأيسلندا إلى كوريا وجزر الكوريل ، بما في ذلك سيبيريا والصين والدول الاسكندنافية وألمانيا وإيطاليا وغيرها؛ أيضًا غرينلاند وألاسكا ومعظم كندا وجبال غرب الولايات المتحدة
- Kobresia nepalensis (Nees) Kük. in H.G.A.Engler – جبال الهيمالايا من باكستان إلى بوتان؛ التبت، يونّان
- Kobresia nitens C.B.Clarke – باكستان، النيبال، شمال الهند
- Kobresia prainii Kük –النيبال، التبت، بوتان
- Kobresia pusilla N.A.Ivanova – قانسو وخبي ومنغوليا الداخلية وتشينغهاي وسيتشوان والتبت
- Kobresia pygmaea (C.B.Clarke) C.B.Clarke in J.D.Hooker – مناطق عديدة في الصين وجبال الهيمالايا من باكستان إلى ميانمار
- Kobresia rcsrivastavae Jana – أوتاراخاند
- Kobresia robusta Maxim. – منغوليا وقانسو وتشينغهاي وشينجيانغ والتبت
- Kobresia royleana (Nees) Boeckeler – آسيا الوسطى ، جبال الهيمالايا، نيبال، بوتان، قانسو، تشينغهاي، سيتشوان ، شينجيانغ، التبت، يونان أفغانستان، هيماشال براديش ، أوتاراخاند
- Kobresia sanguinea (Boott) Raymond – باكستان،كشمير
- Kobresia schoenoides (C.A.Mey.) Steud – القوقاز، إيران، آسيا الوسطى، جبال الهيمالايا، الصين
- Kobresia setschwanensis Hand.-Mazz. – قانسو وتشينغهاي وسيشوان والتبت ويوننان
- Kobresia sibirica (Turcz.) Boeckeler – القطب الشمالي روسيا، منغوليا، ألاسكا، القطب الشمالي الكندي، كولومبيا البريطانية، كولورادو، وايومنغ
- Kobresia sikkimensis Kük. in H.G.A.Engler – سيكيم والتبت ونيبال وبوتان وآسام
- Kobresia simpliciuscula (Wahlenb.) Mack، شمال ووسط أوروبا من بريطانيا وإسبانيا إلى كامتشاتكا ؛ ألاسكا ، غرينلاند، مناطق عدة من كندا ، جبال غرب الولايات المتحدة
- Kobresia smirnovii N.A.Ivanova – ألتاي، كازاخستان، منغوليا
- Kobresia squamiformis Y.C.Yang – سيكيم، التبت، قانسو
- Kobresia tibetica Maxim. – التبت، شينجيانغ، قانسو، تشينغهاي، سيتشوان
- Kobresia tunicata Hand.-Mazz. – سيتشوان، يونان
- Kobresia uncinioides (Boott) C.B.Clarke in J.D.Hooker – نيبال، بوتان، ميانمار، التبت، يونان
- Kobresia vaginosa C.B.Clarke in J.D.Hooker – يونّان، نيبال، بوتان، التبت
- Kobresia vidua (Boott ex C.B.Clarke) Kük. in H.G.A.Engler –نيبال ، بوتان، التبت، يونان، قانسو، تشينغهاي، سيتشوان
- Kobresia woodii Noltie –بوتان، التبت
- Kobresia yadongensis Y.C.Yang – التبت
- Kobresia yangii S.R.Zhang – سيتشوان

## روابط خارجية
- Jepson Manual Treatment
- USDA Plants Profile
- Flora of Pakistan